# 洋糖糕
洋糖糕，又稱糖糕，是杭州的一種麵點。洋糖糕形狀為長條餅狀，外面裹著一層洋糖霜，裏面是油炸過的糯米麵糰，又軟又Q，甜而不膩。製作洋糖糕的主要原料包括白糖、麵粉、糯米粉、酵母。除了杭州，附近的諸暨等地也有此種食物。

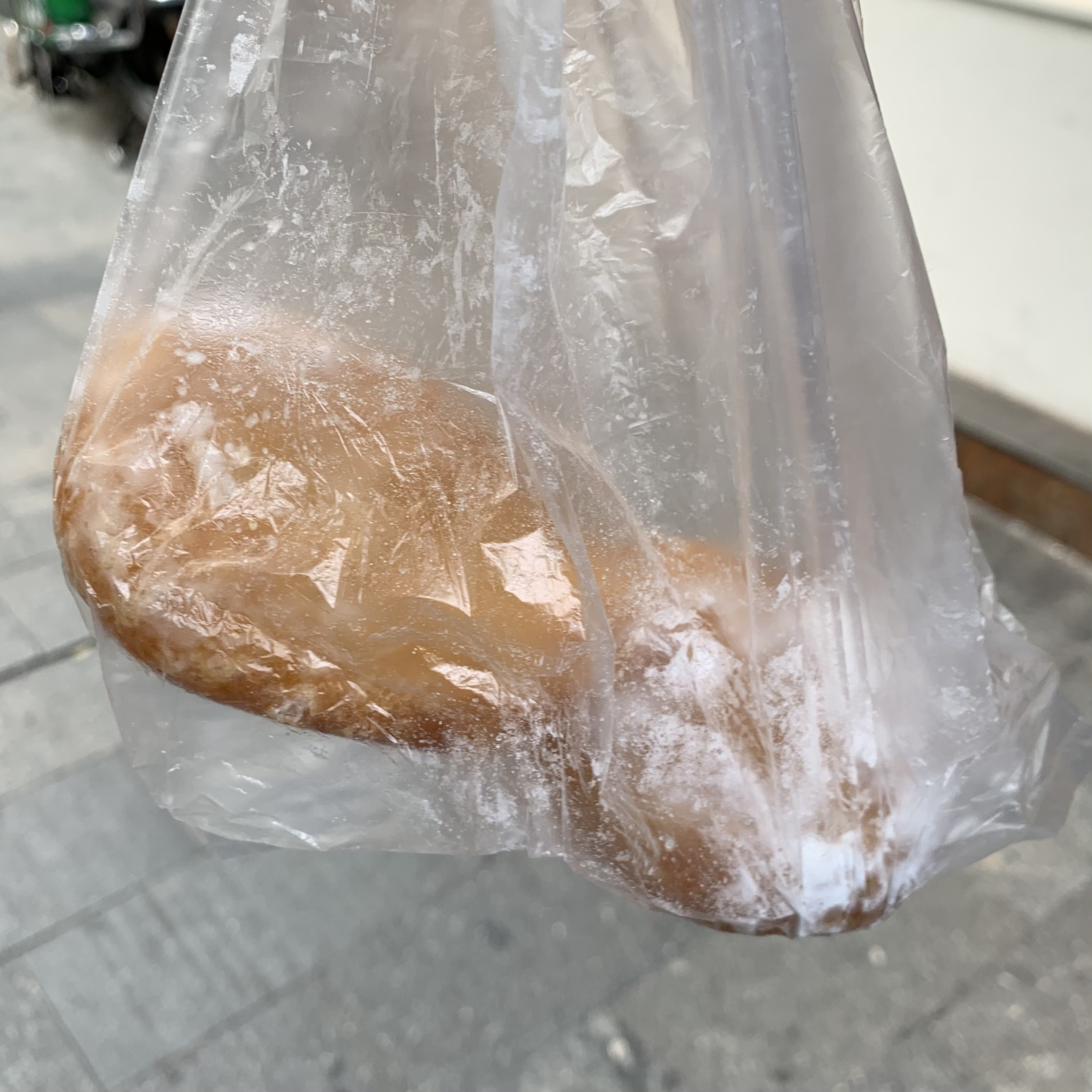
塑料袋中的洋糖糕。白色粉末為糖霜。